# Jesús Faría
Jesús Faría (Borojó, Venezuela, 27 de junio de 1910 - Caracas, Venezuela, 24 de enero de 1995) fue un político y líder sindical, dirigente del Partido Comunista de Venezuela (PCV), partido del cual fue secretario general por más de 30 años, y en el cual militó por 60 años. Jesús Faría, asimismo fue fundador de los primeros sindicatos petroleros de Venezuela, participante de las huelgas petroleras de 1925 y 1936 y principal dirigente de la huelga petrolera de 1950 que contra la Junta Militar. Jesús Faría es el padre de los dirigentes Jesús Faría Tortosa y Carlos Faría, quienes militaron en el PCV y ahora son parte del PSUV.

## Biografía

### Niñez y adolescencia
Jesús Faría nació el 27 de junio de 1910, en Borojó, Estado Falcón, el quinto de seis hermanos, su madre fue María Fulgencia Faría, y su padre Reinaldo Oberto, del cual era hijo natural, se crio entre San José del Hato, San Pedro, y Las Huertas, en el estado Falcón. Proveniente de una familia extremadamente humilde, cuando tenía unos once años, se trasladó a Socopó, donde se hizo vendedor informal de patillas, junto con su hermano Valmore, el cual lo maltrataba en ocasiones y no le pagaba, pero eso era simplemente parte de la cultura que alimentaba las injusticias de la época. Faría de pequeño fue un niño enfermizo y raquítico, por lo que no pudo realizar trabajos rudos en el campo, que junto al trabajo de sus hermanos mayores, permitieran el sustento familiar; sin embargo con el devenir del tiempo se hizo necesario acelerar su desarrollo, por lo que a los 14 años comenzó a trabajar en los campos petroleros venezolanos. Cuando cumplió trece años partió en busca de un empleo bien remunerado, por lo que se traslada al campo petrolero Mene de Mauroa, allí trabajaba su hermano Valmore como obrero en la herrería.
Su primera labor fue en una “fonda”, trabajo que no aguantó, ya que eran 16 horas de trabajo rudo, treinta días al mes por 28 bolívares. Luego pasó a otra fonda donde era más tolerable la jornada, tenía que cortar leña, acarrear agua, pilar maíz y molerlo, hacer mandados y recibir regaños a toda hora. Jesús Faría también recogía botellas vacías y las vendía, para obtener una entrada adicional.

### Primeros trabajos
Su primer trabajo ya como obrero industrial, fue con la British Oil Field, la cual estaba recién llegada a Venezuela en 1924. Para mediados de 1924 llegaban noticias de los trabajos en La Rosa, donde el salario era mayor, por lo que parte hacia El Mene, en el estado Zulia con su hermano Valmore. Consigue trabajo en la compañía Lago Petroleum Corporation (LPC), allí ganaría seis bolívares como obrero de mantenimiento en La Salina, allí se separó un poco de su hermano Valmore y se fue a vivir con otros parientes. Para le época, entre La Rosa y Cabimas se habían aglomerado más de veinte mil hombres que provenían de todas partes de Venezuela, en su mayoría analfabetas (como el 90% de la población de esa época) y sobre los cuales pesaban prejuicios regionales típicos de la época, cada trabajador según su región, era bueno para una actividad en específico. Por ejemplo los “corianos” y “llaneros” eran buenos para trabajos fuertes, los “andinos” para trabajo administrativo y los margariteños para el trabajo en el mar, etc.
Sobre los obreros petroleros de la época, se ejercía un estricto control, se les reclutaba como alternativa a pagar el servicio militar, y eran multados por cualquier motivo, igualmente eran obligados a pagar una crecida multa, equivalente a seis días de trabajo; si el obrero se resistía a pagar tan injusta sanción, era sometido a públicas vejaciones como barrer las calles y la plaza pública con un cartel pegado a sus espaldas, donde se hacía ver que era un maleante peligroso y, además, enemigo del gobierno. En materia de gremios, había dos o tres sociedades de auxilio mutuo, que consistía en pagar una cuota mensual y cuando alguno de los miembros moría, la sociedad ayudaba para los gastos del entierro.
Jesús Faría participó en la primera huelga petrolera de Venezuela en junio de 1925, en Mene Grande, La huelga tuvo una duración de 9 días. Los obreros reclamaban porque se les obligaba a trabajar doce horas diarias, sin feriados ni vacaciones remuneradas.
La primera vez que Faría fue preso, sucedió en 1927, fue por motivo de confusión, ya que lo confundieron con un estudiante opositor al régimen gomecista, fueron pocos días de prisión, y como era analfabeta, no les quedó dudas de que no era estudiante.
Las petroleras abrieron miles de nuevos empleos y al margen de la industria petrolera aparecieron nuevas fuentes de trabajo: fondas, lavanderías, bares, transporte, comercios, navegación lacustre, prostitución y otras ocupaciones que producían algún dinero a quienes las ejercían. El comercio tomó un ritmo de galope. Todo se vendía a buen precio, las petroleras se establecían en Perijá, Santa Bárbara, Maracaibo, y en algunos pueblos de Falcón, Lara, Trujillo, Mérida y Táchira. Sin embargo, cada día era mayor el número de personas desempleadas en Cabimas. Miles de hombres permanecían durante horas a las puertas de las alambradas, en espera de un empleo que nadie les había prometido.
En 1927, Jesús Faría se traslada a Lagunillas de Agua, donde consigue trabajo como obrero en el Departamento de Ingeniería de la Lago Petroleum Corporation (LPC), para esta época se reencuentra con su madre y el resto de sus hermanos, a los meses muere su madre. Luego conoce a dos nuevos compañeros de trabajo, Roque Millán y Jesús Villamizar, con el primero empieza a conocer algo de la vida política del país, empieza a conocer lo que eran los presos políticos entre otras cosas. Luego se traslada al sur de Lagunillas donde divide su tiempo entre el trabajo petrolero y el oficio de caddie de un empresario extranjero, que tenía un cargo importante en la LPC, y que jugaba al golf en sus ratos libres. En este año comienza a organizarse junto con los compañeros de trabajo. Fue despedido, pero a las pocas semanas fue llamado nuevamente por la empresa para ocupar el mismo puesto de trabajo. Es aquí cuando empieza a organizarse para conformar sindicatos obreros del sector petrolero. En junio de 1929, Jesús Faría fue reclutado (de forma involuntaria) por las fuerzas militares para enfrentar la amenaza de invasión que estaba latente por parte de Gustavo Machado y el Partido Revolucionario Venezolano en ese año. Más tarde serían grandes amigos y compañeros de partido.

### Década de los 30
Entre 1931 y 1934 realiza su trabajo sindical afiliado a la Sociedad Obreros del Bien, la cual se constituyó entre esas fechas. Tras la muerte de Juan Vicente Gómez, asume el poder Eleazar López Contreras, el cual tuvo que afrontar una serie de manifestaciones antigomecistas que se sucedieron tras la muerte de Gómez, durante una manifestación hubo un ataque armado en contra de los trabajadores petroleros en Cabimas, dentro de los cuales estaba Jesús Faría, que por poco fue alcanzado por un proyectil. Posterior a este hecho se incorporó a las brigadas de orden y castigo.
El 23 de diciembre de 1935 junto a otros compañeros constituye el Sindicato de Obreros y Empleados Petroleros (SOEP) en la ciudad de Cabimas, el cual coordinaba la confrontación contra el régimen gomecista, que seguía instaurado a pesar de la muerte del dictador. Valmore Rodríguez dirigente obrero petrolero fue quien lo asesoró para que asumiera la dirección de este sindicato. El 24 de diciembre de 1935, Antonio Granados es quien lo capta para el Partido Comunista de Venezuela, propuesta esta que aceptó de inmediato y sin pensarlo. En esa época estaba prohibido ser comunista, era un delito constitucional penado con 20 años de cárcel. Sus formación ideológica estuvo a cargo de Manuel Taborda, Max García, Domingo Mariani y Rafael Contreras, los cuales llegaron al Zulia junto con Rodolfo Quintero, Jesús Correa, Juan Bautista Fuenmayor, Isidro Valles, María Teresa Contreras, Olga Luzardo, entre otros, para formar y preparar a los trabajadores petroleros en el marxismo-leninismo.
El 27 de febrero de 1936, el Sindicato de Obreros y Empleados Petroleros (SOEP) sería legalizado, primer sindicato legalizado en el estado Zulia, escogiéndose de igual forma su junta directiva, esta junta directiva no era de corte comunista, sino más bien socialdemócrata y Jesús Faría no optó a cargo alguno dentro de la misma, pero le sirvió de modelo para familiarizarse a la dirección sindical. Asimismo se entabló una discusión en la izquierda en torno a si era preferible permitir que se instalaran las cámaras legislativas nombradas por Gómez durante el primer año del nuevo período constitucional, o combatir por su disolución, rompiendo de esta manera el “hilo constitucional”. En esta política, hubo dirigentes como Rómulo Betancourt que impusieron la tesis de aceptar a los congresistas del dictador “con un pañuelo en la nariz”. Las consecuencias de esta aceptación no se hicieron esperar. El gobierno introdujo al Congreso Nacional un proyecto de ley que vendría a liquidar las libertades conquistadas. Se trataba de un proyecto de Ley de Defensa Nacional.
En mayo de 1936 se crea la primera federación regional de trabajadores de Venezuela, la Unión de Trabajadores del Zulia (UTZ), integrada por todos los sindicatos de la industria petrolera, que eran en total 18 sindicatos, dentro de esta federación Faría participa pero a nivel de su sindicato. La dirección de la UTZ, estaba a cargo de otro militante comunista, Alejandro Hernández. Luego los partidos y sindicatos se movilizaron y se ordenó una huelga política nacional en junio de 1936. Este movimiento, muy fuerte en algunas entidades, logró parcialmente su objetivo, aunque de todos modos el Gobierno de López Contreras aprobó una ley que cercenaba los derechos cívicos. Como resultado de la creciente presión social, el Congreso Nacional aprobó la Ley del Trabajo el 16 de julio de 1936.

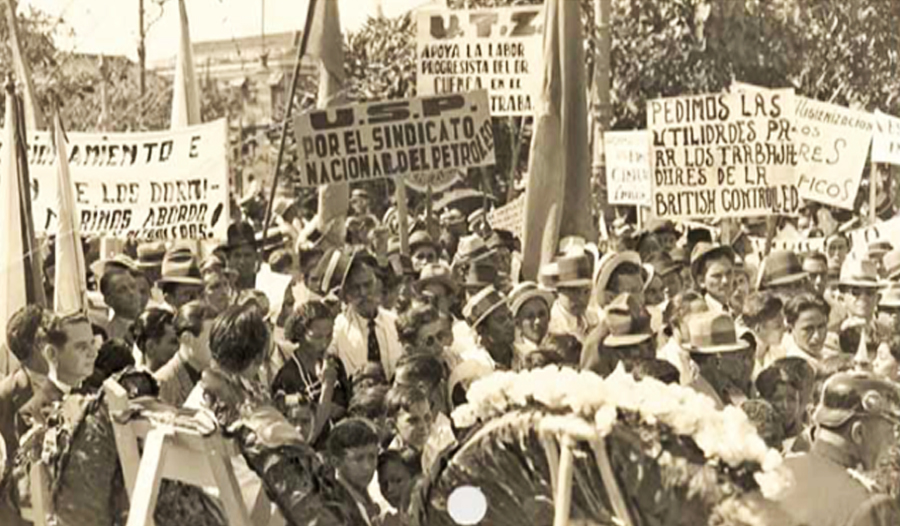
Huelga petrolera en Venezuela de 1936.

En 1936 se creó la Unión Sindical Petrolera de Venezuela (USPV), en su fundación participó activamente Jesús Faría, esta central se dedicó a planificar todo lo referente a otra “Gran huelga petrolera” pero esta vez de carácter nacional, la cual debía estallar en la primera quincena de diciembre de 1936. A medida que se acercaba la fecha del estallido, las asambleas eran verdaderas multitudes, no solo de los petroleros sino de otros trabajadores y desempleados, por lo que se convocó el I Congreso Nacional de Trabajadores para que coincidiera con el auge de la huelga petrolera. El 12 de diciembre se decide dar inicio a la huelga, la cual fue coordinada desde la clandestinidad por la Unión de Sindicatos Petroleros, la Unión de Trabajadores del Zulia, y los militantes del Partido Comunista de Venezuela, quienes ejercían la doble militancia distribuidos en partidos como Bloque Nacional Democrático, el Partido Revolucionario Progresista (PRP) y la Federación de Estudiantes de Venezuela-OP, además contó con un Comité General de Huelga y uno por cada Centro de Trabajo, la participación de la Mujer en los Comités permitió la vigilancia y los comités se encargaban de que a las mujeres y sus hijos no le faltara alimento, también contaron con un periódico que les permitió estar informados, el cual tenía por título “El Petróleo”. Durante todo este proceso Jesús Faría jugó un rol importante, siempre al frente de los trabajadores, haciendo el trabajo de agitación. La huelga petrolera duró hasta el sábado 23 de enero de 1937, día en que el presidente de la república había puesto fin a la huelga mediante un decreto, de igual forma los huelguistas fueron rodeados por las fuerzas de represión del estado, las cuales tenían posición de guerra y se debía regresar al trabajo el lunes 25. Todas estas condiciones hicieron que terminara la huelga tras 47 días.
Posterior a la huelga, el gobierno desencadenó una persecución contra los dirigentes sindicales y políticos. Estos últimos fueron encarcelados y expulsados del país. Los dirigentes obreros fueron despedidos de sus empleos, encarcelados, confinados en inhóspitos lugares y también expulsados. Así, el año 1937 fue de dura represión a los dirigentes "comunistas". Debido a esto, Jesús Faría y sus compañeros se vieron obligados a trabajar de forma clandestina con mayores métodos de seguridad.
Del I Congreso de Trabajadores, realizado el día 26 de diciembre, el cual se instaló en el Teatro Bolívar de Caracas, con 219 delegados, Jesús Faría resultó elegido como presidente de la Unión Sindical Petrolera de Venezuela (USPV). En 1937 organizó y fundó junto con Rafael Contreras y Ervigio Mindiola, otros militantes del PCV las primeras células del partido comunista en Cabimas, de igual manera queda conformado el Comité Local de Cabimas. Jesús Faría resultó elegido como secretario político de su célula, y miembro del Comité Local.
El 8 de agosto de 1937, Jesús Faría participó en la I Conferencia Nacional del PCV, a la que asistió como delegado por los obreros petroleros comunistas. En esa conferencia Jesús Faría no tenía intención de participar, esto debido a que había muchos intelectuales con gran manejo del discurso, sin embargo habló y fue uno de los que propuso eliminar la doble militancia, ya que en ese momento se encontraban muchos miembros del PCV participando en otros partidos legalizados.
En 1937 posterior a la conferencia, se trasladó a la Oficina Nacional del Trabajo, en búsqueda de la legalización de la Unión Sindical Nacional Petrolera de Venezuela, allí saludó al Ministro del Trabajo de ese entonces Luis Gerónimo Pietri, el cual le preguntó “¿Qué piensan, ustedes los obreros, del general Eleazar López Contreras?”, a lo que Faría le respondió “que es un vendido, traidor, y lambe zapatos de los imperialistas”.
El Gobierno nacional había preparado elecciones para finales de 1937, en esas elecciones Jesús Faría resultó elegido como concejal en Cabimas, al ganar las elecciones para concejos y legislaturas el PCV había asegurado una numerosa representación comunista en las cámaras legislativas, según la Ley debió haber tomado posesión del cargo el día primero de enero de 1938, no obstante, el 31 de diciembre de 1937, la Corte Federal anuló todos los mandatos. Durante el mes de enero de 1938 hubo protestas y declaraciones que fueron castigadas por el Gobierno.
El 2 de febrero de 1938 fue encarcelado por “La Secreta”, policía del régimen gomecista, dirigido en ese entonces por Eleazar López Contreras, fue llevado a la prisión del distrito, y por la noche trasladado a la prisión política de Maracaibo. Entre 1935 y 1936 Jesús Faría aprendió a leer y aprendió de matemáticas, sin embargo es en este primer encierro donde mejora su calidad lectora, lo que le permitió conocer más sobre lo que era el Partido Comunista de Venezuela y un poco de la historia comunista en el mundo. El gobernador del distrito Maracaibo le dijo que lo expulsarían para Colombia, con la condición de que no me reuniera más con comunistas, Jesús Faría le profirió insultos y se regresó al calabozo. Meses después lo llevaron ante el presidente del estado, Serrano, le informó que sería confinado a Maracaibo en estado por cárcel, con la amenaza de que si volvía por los campos petroleros, lo encerraría de nuevo en un calabozo. Le dieron veinticuatro horas para ir a Cabimas y retornar, llegó a Cabimas cuando estaba reunida la asamblea legislativa, y aprovechó para soltar una descarga injuriosa contra el imperialismo. Al regresar a Maracaibo ya el Gobierno tenía el informe y le dio unas horas para salir del Zulia. En el Comité Regional del PVC le dieron instrucciones, esa noche viajaría para La Ceiba, puerto de Trujillo, debía irse en bus, luego tomar el tren hasta Motatán y de allí abordar un autobús que lo llevara a Caracas. Faría siguió el plan y tres días más tarde estaba en la capital. En Caracas tuvo una difícil situación, sin embargo un amigo lo invitó a la Isla de Margarita, en la cual estaría un mes, luego se iría de regreso a Caracas en un bote pesquero. Era junio de 1938, y una vez en Caracas se puso en contacto con su camarada Jorge Saldivia Gil secretario general provisional del PCV, el cual hizo los trámites para darle el pasaje y pudiera regresar al Zulia en forma clandestina. Una vez establecido en el Zulia se da cuenta de que en los últimos meses se había dado un cambio de perspectivas en el movimiento obrero, tras la llegada de muchos militantes que junto a Eduardo Machado hicieron generar dificultades políticas dentro del PCV, pues Machado estaba intentando crear una fracción dentro del partido.
El Gobierno convocó elecciones en 1938, bajo las mismas condiciones que en 1937 y solo para concejos distritales y asambleas legislativas. Esto ocurrió particularmente en los campos petroleros, por lo que de nuevo Faría empezó a ser asechado por los medios represivos del estado. Debido a esto el Comité Regional del PCV le vuelve a girar instrucciones de que se vaya por un tiempo, estableciéndose así en los Puertos de Altagracia. Allí se detuvo en tareas sindicales y políticas, allí existía una organización del PCV y un sindicato afiliado a la USPV.
Luego se traslada a Borojó su tierra natal, en la cual ayudó a la población a resolver un problema con los ejidos distritales y a liberar a algunos vecinos que habían sido encarcelados. Durante este conflicto no mencionó jamás su nombre, y realizó discusiones legales con abogados que utilizaron trampas para tratar de perjudicar a los vecinos.
En 1939, vuelve a caer preso en Lagunillas, siendo encerrado en un estrecho calabozo que utilizaban como letrina, allí tuvo que permanecer más de treinta horas de pie. Luego lo visitó el jefe de la policía y ordenó su traslado a otro calabozo y permitió que le dieran ropa y una cama de campaña. Después me trasladaron para La Rita y de allí otra vez trasladado para Maracaibo. Fue liberado en octubre de ese mismo año. Una vez fuera, se dedicó a reforzar el movimiento sindical, a luchar, en primer lugar, por la participación de los obreros en las utilidades de las empresas, lo cual era visto como imposible sobre todo al nivel de empleados petroleros y el personal de confianza de las compañías. Se incorporó también a sus ocupaciones en la Unión Sindical Petrolera de Venezuela, el trabajo del Partido y al sindicato de Lagunillas, todo esto sin recibir ningún tipo de remuneración, comía y dormía en casa de amigos o de su hermana.

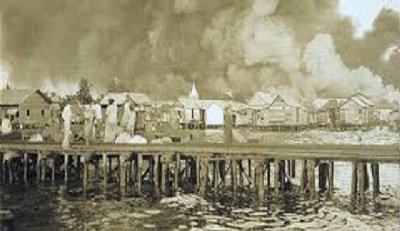
Incendio de Lagunillas de Agua.

Entre la noche del 13 y la madrugada del 14 de noviembre de 1939 estalló un oleoducto sub-lacustre, en el pueblo de Lagunillas, la capa de petróleo ardiente empezó a cubrir las orillas del lago, allí murieron muchos obreros, ademas de algunos niños, ancianos y mujeres. Los obreros dirigidos por Faría empezaron a reclamar ante las autoridades y ante la empresa Gulf Oil Corporation, responsable del hecho, la cual se negaba a cerrar la válvula del oleoducto roto para no paralizar toda la producción. Se había creado una situación caótica y el sindicato se convirtió en el centro de actividad para socorrer a los damnificados. El sindicato trabajó día y noche, para socorrer a las víctimas y ayudar a todos los damnificados. Las autoridades prometieron fundar un pueblo para los damnificados, por lo que se funda Ciudad Ojeda.
Jesús Faría denunció que el fondo de la desgracia fue que la Mene Grande Oil Company, tenía interés en perforar donde estaba el pueblo, pues las consideraba parte de sus concesiones. Además, el pueblo estaba sobre un enorme depósito de petróleo, a poca profundidad y a pocos metros de distancia del campo central de la empresa. Se estiman que más de 1.000 personas murieron en el siniestro y la destrucción de más de 300 casas, sin embargo el gobierno de López Contreras encubrió el incidente.

### Década de los 40
En 1940 asistió como delegado a una conferencia del Partido Comunista en Bucaramanga, luego fue invitado a la misma ciudad como invitado para el Congreso Nacional de los Sindicatos Petroleros, del cual saldría la Central Sindical Petrolera de Colombia. Faría participaría en la redacción de los Estatutos y del Acta Constitutiva de dicha Central. Allí conoce a Gustavo Machado.
En 1941 sume como presidente, Isaías Medina Angarita, ministro de Guerra y Marina, del presidente López Contreras, el cual había vencido en las elecciones a Rómulo Gallegos quien fue apoyado por el PCV, Medina Angarita había tenido roces previos con el PCV, quien criticó su gestión como ministro, tras anunciar ciertas políticas sociales el partido decidió darle un voto de confianza en cuanto al apoyo, lo que duraría poco. Para esta época es legalizada la Unión Sindical Petrolera de Venezuela. En 1941 fue elegido delegado para el I Congreso de la Confederación de Trabajadores de América Latina, que se realizó en México. Allí conoce a Ernesto Silva Tellería y a Salvador de La Plaza.
Para el 18 de noviembre de 1942 había un mitin en Maracaibo, donde hablaría el presidente Medina y otros oradores. Faría leería un discurso preparado por el Secretariado Nacional del PCV, relacionado con la Guerra Mundial, cuando terminó el discurso,  se levantó el presidente Medina, tomó los micrófonos y comenzó a insultar a Jesús Faría. Posteriormente Arturo Uslar Pietri, ministro de Isaías Medina Angarita, inició una campaña, en la cual ordenó la publicación de infamias en contra de Farías, a quien le fueron dedicadas ocho columnas del diario oficial El Tiempo. Asimismo, se ordenó a la Oficinas del Trabajo que no se permitiera la entrada de Faría en ninguna de sus sedes. Y cuando se tenía que mantener relaciones con los sindicalistas, era excluido por orden superior.
En 1943, surge la organización del I Congreso de Trabajadores Petroleros, y en este congreso fueron ratificados en la directiva de la USPV: Jesús Farías, Luis Tovar, Vicente Gamboa, Manuel Taborda y Luis Beltrán Hernández.
En 1944, la Unión Sindical Petrolera de Venezuela, la Unión de Trabajadores del Zulia y la Federación Sindical del Distrito Federal convocaron una Convención Sindical Nacional a celebrarse en el Nuevo Circo de Caracas el 22 de marzo de ese año. La convención contó con la asistencia de 370 delegados en representación de 150 sindicatos, de los cuales 41 eran dirigidos por AD y el resto por el PCV. Jesús Faría fue elegido como presidente de la directiva de dicha convención. Posteriormente se continuó con el evento en el Teatro Nacional. La fracción sindical de AD tenía menos del 30% de los delegados. Ante su posición minoritaria montaron una provocación, y en el transcurso de los debates Ramón Quijada, siguiendo instrucciones de Rómulo Betancourt, denunció el evento como comunista y le dio argumentos al gobierno para actuar basado en el inciso 6° de la Constitución, que condenaba la actividad comunista. Así pues, las autoridades procedieron a clausurar el Congreso atendiendo la denuncia hecha por AD, ilegalizando tres centrales sindicales y más de noventa poderosos sindicatos, en cuyas directivas predominaban los comunistas.
En diciembre de 1944 participó en el II Congreso de la Confederación de Trabajadores de América Latina (CTAL), la cual se realizó en la ciudad de Cali, en Colombia. El 3 de octubre de 1945 en París, participó en la fundación de la Federación Sindical Mundial (FSM) y como consejero en un congreso de la Organización Internacional del Trabajo (OIT).
En 1946 ayudó a la organización de los sindicatos rojos en El Tigre y Paraguaná, en esta última ciudad, recibieron ataques de los sindicatos de Acción Democrática y tras la presión de Mene Grande, la Shell y la Creole, y las autoridades locales, son detenidos nuevamente cayendo preso Faría. La sede del sindicato es asaltada y clausurada. Al día siguiente, por la tarde, fueron llevados esposados a una asamblea preparada por oficialistas llegados desde Caracas, donde serían juzgados públicamente en una tribuna. Tras un discurso de Faría que pidió la palabra, habló de los logros sindicales conseguidos y solicitó que la libertad de ellos y que el libre funcionamiento del sindicato fuera sometido a votación popular con los delegados presentes. Por el sindicato rojo votaron 890 y por los oficialistas 37. El jefe civil, los dejó en libertad y les entregó las llaves del sindicato.
En diciembre de 1946 participa en el congreso de la unidad, el I Congreso del Partido Comunista de Venezuela, durante lo que había transcurrido del año de 1947, Jesús Faría había sido atacado por Eduardo Machado, Luis Miquilena y Pompeyo Márquez, a los cuales Faría acusaba de querer fraccionar el partido y de ser "militantes de derecha", estos 3 personajes abandonarían más tarde las filas del partido. Jesús Faría no perteneció a ninguna de las corrientes "Browderistas", existentes para ese momento, más al principio no estuvo de acuerdo con la unión, debido a los ataques que recibió.
En 1947 encabezó la discusión, para la posterior firma y aprobación del primer contrato colectivo para los obreros y empleados petroleros de Venezuela, en cuya discusión participaron la comisión delegada de trabajadores, los gerentes de las empresas y el ministro del Trabajo como mediador. Aun así, el balance de la discusión fue un triunfo a medias, pero se consiguió obtener el contrato colectivo y aumentar los beneficios para los trabajadores del sector petrolero. Durante la discusión se topó con su jefe jugador de golf, a quien le había servido de caddy en Lagunillas. Este año también dirigió la huelga de los marinos petroleros, a través del Sindicato de Marinos Petroleros, el cual estaba en manos del PCV, esta huelga se da con la intención de lograr los beneficios
En el transcurso de 1947 asistió a la Asamblea Constituyente como suplente de Juan Bautista Fuenmayor, cuando se discutió el capítulo de los derechos sociales, en la cual formuló las proposiciones que el PCV le había prometido a los trabajadores en la campaña electoral, sin embargo estas no fueron tomadas en cuenta. 14 de diciembre de 1947, surgen las elecciones generales de Venezuela, en la cual Jesús Faría resultó elegido senador por el estado Zulia, convirtiéndose en el primer senador comunista de la historia del país. En agosto de 1948 en el II Congreso del PCV, fue nombrado como parte del secretariado compuesto del PCV, uniéndose a Gustavo Machado y Juan Bautista Fuenmayor, entrando en sustitución de Luis Emiro Arrieta.
En 1948 fundó junto a otros militantes del PCV EL Comité Sindical Unitario de Trabajadores Petroleros (COSUTRAPET), central que agrupaba a los sindicatos comunistas, mejor conocidos como “Sindicatos Rojos”. Jesús Faría resultaría electo presidente de la junta directiva Estos sindicatos fueron expulsados de FEDEPETROL por negarse a firmar un contrato sumiso con la compañía Creole.
En abril de 1949, recibió una invitación de Vasili Kuznetsov, en la cual se le invitaba a la Unión Soviética al X Congreso de los Sindicatos Soviéticos, por lo que fue autorizado por el PCV para viajar a Moscú, donde participa. Del 29 de junio al 9 de julio de 1949 participó en el II Congreso de la Federación Sindical Mundial en Milán, Italia. En julio de 1949 también se traslada a Bulgaria, en representación del PCV en el funeral del héroe nacional búlgaro, Jorge Dimitrov.

### Década de los 50
Con la instauración de la dictadura militar de Carlos Delgado Chalbaud, se inicia una fase de las luchas del movimiento obrero y político, en general, bajo condiciones muy adversas, con innumerables restricciones. En el plano sindical, Faría continuaba con la actividad organizativa de los trabajadores en procura de mejoras reivindicativas, pero también con el objetivo de prepararlos para jornadas anti dictatoriales que exigirían un mayor grado de organización y claridad política. Con tal propósito Faría fue enviado al Zulia los primeros días de 1950. Allí, los poderosos sindicatos “rojos” agrupados en COSUTRAPET, conjuntamente con los sindicatos encabezados por los dirigentes adecos, ahora en la clandestinidad, se preparaban para plantear la discusión de cláusulas del contrato colectivo con las compañías petroleras. Así fue como a comienzos de febrero se presentó formalmente la propuesta de COSUTRAPET en relación con los tabuladores (salarios) y precios de los productos distribuidos por los comisariatos. Se trataba de un acto altamente representativo, pues lo respaldaban 51 sindicatos petroleros de toda Venezuela que agrupaban a más del 95% de la masa laboral petrolera. Sin embargo, la Inspectoría del trabajo, dictaminó su decisión en favor de los patronos. Bajo estas circunstancias, el 3 de mayo de 1950 se inicia la gran jornada de huelgas de los trabajadores petroleros; una imponente huelga reivindicativa pero con un claro contenido político.
Comienza la huelga, y con el inicio de la huelga se desató represión. Masas de militares se desplazaban en los campos petroleros, buscaban a los obreros en sus hogares para obligarlos a volver a sus puestos de trabajo, y si no los encontraban, encadenaban las puertas de sus viviendas con sus familias adentro. Los allanamientos se hacían por manzanas completas, inclusive se usaba la aviación para repetidos vuelos rasantes sobre los campamentos donde vivían los obreros. La lucha no era solo en contra de las transnacionales, se estaba luchando por el respeto a los derechos y libertades sindicales atropelladas por la dictadura militar de Carlos Delgado Chalbaud y en el caso de esta huelga, había sido declarada ilegal.
Después de terminada la huelga, empezó mayor represión en contra de los líderes de la misma, los sindicatos fueron cerrados, y los partidos políticos ilegalizados. El gobernador del Zulia J. L. Sánchez ofreció una recompensa por el paradero de Jesús Faría, quien se encontraba en total clandestinidad, debido a la orden de captura que tenía. La Dirección Nacional del PCV le mandó a llamar, por lo que tuvo que trasladarse hasta la capital, hecho que resultó toda una travesía, pero que consiguió realizar. Sin embargo a su llegada a Caracas, no estaban dadas las condiciones, y fue arrestado en la casa de otro miembro del PCV, Fernando Key Sánchez, es aquí cuando comienza su calvario, a su llegada a los calabozos de la Seguridad Nacional fue motivo de fiesta, fue expuesto como trofeo a no menos de un centenar de agentes. Esa misma noche fue pasado a la Cárcel Modelo, y el 11 de mayo fue trasladado a la cárcel El Obispo.
Fue aislado en un calabozo húmedo y sucio, totalmente oscuro, incluso un minúsculo agujero que le habían fabricado a la puerta de madera le fue tapado para que no entrara ningún tipo de luz, tenía que dormir en el piso, hecho que le generó más tarde consecuencias como dolores óseos. A finales de 1950 fue trasladado a San Juan de los Morros, a la Penitenciaría General de Venezuela (PGV), cárcel de presos comunes. En febrero de 1951 fue trasladado a los calabozos de castigo, denominados “Sin-Sin”, sin ropa, sin libros, sin salida al sol, sin baño y sin colchonetas. En abril de 1951 el PCV se reunió en las montañas de Yaracuy para llevar a cabo su VI Conferencia Nacional, para ese momento no existía el cargo de secretario general del PCV, sino que estaba conformado el secretariado triple, e esa conferencia se creó nuevamente el cargo de secretario general y Jesús Faría fue nombrado para el mismo, esto lo hizo el partido con el objeto de salvarle la vida a través de una campaña nacional e internacional.
En 1956 fue trasladado a la cárcel para presos políticos de la Dirección de Seguridad Nacional en el Estado Bolívar, en julio de 1957 fue trasladado a la cárcel “El Tanque”, ubicada en Ciudad Bolívar cuyas celdas estaban totalmente aisladas, cada vez que era trasladado a una cárcel distinta, pasaba por los peores maltratos. El 24 de enero tras la caída de Marcos Pérez Jiménez, se ordenó la liberación de todos los presos políticos; quedando en libertad Jesús Faría, quien se fue al reencuentro con su familia, a la cual no había vuelto a ver. Esto luego de ocho años preso, de los cuales 5 años estuvo totalmente incomunicado. En medio de una enorme carga emocional se encargó de la Secretaría General que le había sido asignada, en ausencia, para ese momento también le fue informado que había sido elegido vicepresidente de la CTAL, elección que se dio por aclamación.
Participo en la celebración del 1 de mayo en toda Venezuela, Jesús Faría participó activamente en esa jornada de lucha de los obreros como dirigente comunista y de los trabajadores, además de su condición de decano de los presos de la dictadura. El 7 de diciembre de 1958, se llevaron a cabo las elecciones parlamentarias de Venezuela de 1958, en las cuales Jesús Faría, resultó nuevamente electo como senador por el estado Zulia.

### Década de los 60
En el año de 1963, empezaría lo que fue conocido como la guerra contra las guerrillas en Venezuela, en la cual el Partido Comunista de Venezuela y el MIR, decidieron irse a la lucha armada, por lo que fueron creadas las Fuerzas Armadas de Liberación Nacional (FALN). Cuando el PCV decide unirse a la lucha armada, Jesús Faría no estuvo de acuerdo, para ese momento siendo secretario general, puso el cargo a la orden, lo cual no aceptó el comité central, así como tampoco le permitieron que expresara públicamente su opinión; decisión esta que Faría aceptó con disciplina.
El 30 de septiembre de 1963, Jesús Faría fue detenido por el gobierno de Rómulo Betancourt, siendo allanada la inmunidad parlamentaria de los diputados y senadores del PCV y el MIR, partidos que fueron ilegalizados, todo esto debido a las acciones terroristas de las FALN como El Carupanazo, El Porteñazo y el Asalto al tren de El Encanto. Junto con Jesús Faría, fueron allanados de su inmunidad parlamentaria los diputados y senadores Domingo Alberto Rangel, Jesús María Casal, Jesús Villavicencio, Gustavo Machado, Eduardo Machado, Pompeyo Márquez, Guillermo García Ponce y Simón Sáez Mérida. Fue recluido en el Cuartel San Carlos, en un sector para castigados llamado “Cueva de Humo”. El 18 de marzo de 1966, debido a su mal estado de salud, salió expulsado del país hacia Moscú, después de dos años y medio detenido. En la Unión Soviética, Faría fue recibido como un héroe. No retornaría al país hasta el 2 de agosto de 1968. Con la expulsión a Moscú finalizarían sus estadías en las cárceles venezolanas.
Durante el año 68 surgen nuevamente diferencias dentro del PCV, de nuevo surge el fraccionalismo por parte del grupo de Eduardo Machado, Teodoro Petkoff, Héctor Rodríguez Bauza, Germán Lairet, Freddy Muñoz, Pompeyo Márquez y Eloy Torres. Jesús Faría seguía haciéndoles frente junto con Gustavo Machado, Alonso Ojeda Olaechea, Eduardo Gallegos Mancera, “Cheché” Cortés, Pedro Ortega Díaz, y Radamés Larrazábal. A finales de 1968, el PCV entró de nuevo en la lucha política legal a través de un partido formado para participar en las elecciones de 1968, el partido fue llamado Unión Para Avanzar (UPA). Jesús Faría resultó elegido nuevamente por el estado Zulia, pero esta vez como diputado.

### Década de los 70
Al inicio de los años 70 combate la escisiones que dan origen al MAS, encabezado por Pompeyo Márquez y Teodoro Petkoff. Posteriormente, Jesús Faría tuvo que lidiar con los problemas que acarreó dentro del seno del PCV, al ser la escisión más grande del PCV en toda su historia. Jesús Faría ejerció su cargo de diputado hasta 1974, y no volvería a ocupar cargos de elección popular hasta 1984.

### Década de los 80
En 1983, fue uno de los tres diputados electos en las elecciones de diciembre de ese año, para ese momento fue elegido por el antiguo Distrito Federal, asimoría el cargo en 1984. Cabe destacar que durante este periodo la fracción comunista la cual Faría integraba, luchó por una nueva Ley del Trabajo, que no consiguieron, pero si conseguirían junto a Pedro Ortega Díaz la aprobación en 1986 de la Ley Orgánica de Prevención, Condiciones y Medio Ambiente de Trabajo (Lopcymat). Vale la pena mencionar una parte breve del discurso que dio en el Congreso Nacional, por motivo del Bicentenario del Natalicio de Simón Bolívar:

"Los comunistas, hombres y mujeres de probada abnegación, en nuestra lucha permanente también nos guiaremos siempre por la estela luminosa de nuestro héroe nacional, por su moral cristalina, por su firmeza ejemplar, por su valor personal en el combate. Si podemos cumplir en el futuro con esta obligación patriótica, estamos seguros de que nuestra victoria brillará tarde o temprano como brilló la estrella de Bolívar”

En 1985, por decisión voluntaria, la cual aceptó el Comité Central del PCV, dejó la secretaría general, y en su lugar es escogido Alonso Ojeda Olaechea. En ese momento es electo presidente del PCV, cargo que estaba vacante desde 1983 cuando murió Gustavo Machado.

### Década de los 90
En 1990, renuncia de forma voluntaria a la presidencia del PCV y es electo en su lugar, por el comité central del PCV Héctor Mujica como presidente del partido. Jesús Faría murió el 24 de enero de 1995 a los 84 años, en la ciudad de Caracas.

## Reconocimientos
El 5 de marzo de 2012, fue revelado un busto de Jesús Faría en la Parroquia El Valle, de la ciudad de Caracas exactamente en la calle Cajigal. El 26 de junio de 2015, al cumplirse el centenario de su nacimiento, fue bautizada su autobiografía, la cual fue escrita por él a principio de los años 90, poco antes de morir, el libro lleva por nombre, “Mi línea no cambia, es hasta la muerte”, el cual fue publicado en 2010 y reeditado en 2014 por la editorial Willian Lara, de la Asamblea Nacional venezolana, impulsado por el entonces Procurador General Clodosbaldo Russián.